# چپ جوان (سوئد)

چپ جوان

چپ جوان سازمان جوانان سیاسی سوسیالیست و فمینیست در سوئد است. «چپ جوان» سازمان جوانان «حزب چپ» است.
سازمان Röd Press ('پرس سرج') را منتشر می‌کند و ۱۹۰۸-۱۹۸۰ Stormklockan ('ناقوس طوفان') را منتشر می‌کرد.

## تاریخ

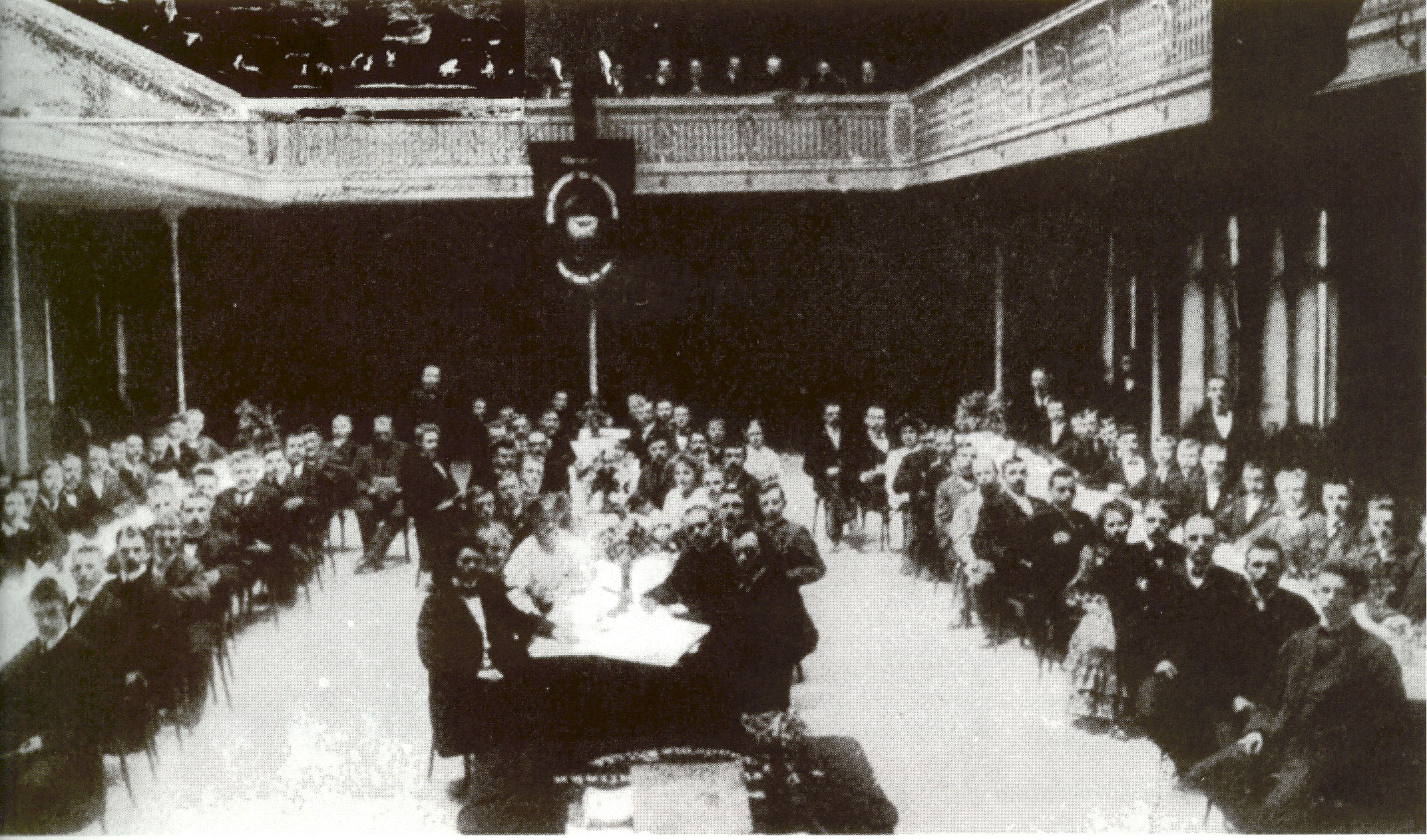
کنگره اتحاد جوانان سوسیال دموکرات در سال ۱۹۰۵سازمان

در سال ۱۹۰۳ تأسیس شد. نام اصلی سازمان «اتحاد جوانان سوسیال دموکرات» بود. «اتحاد جوانان سوسیال دموکرات» سازمان جوانان حزب سوسیال دموکرات بود. حزب جدید، حزب چپ سوسیال دموکرات سوئد، در سال ۱۹۱۷ توسط «اتحاد جوانان سوسیال دموکرات» و اقلیت چپگرای سوسیال دموکرات تأسیس شد.
سازمان در سال ۱۹۲۱ عوض‌کرد به «اتحاد جوانان کمونیست سوئد» .اتحاد جوانان کمونیست سوئد عضو بین‌الملل جوانان کمونیست بود.
در جراین جنگ داخلی اسپانیا، اکثریت فداییان ضد فاشیست سوئدی عضو بین اتحاد جوانان کمونیست سوئد بود.
سازمان عضو بین فدراسیون جهانی جوانان دموکرات بود.
در ۱۹۵۸ اتحاد جوانان کمونیست سوئد در «جوانان دموکرات» (۱۹۵۲ تأسیس شد) ادغام شد. نام سازمان متحد «جوانان دموکرات» بود.

## نام‌های سازمان
- اتحاد جوانان سوسیال دموکرات (۱۹۰۳-۱۹۲۱)
- اتحاد جوانان کمونیست سوئد (۱۹۲۱-۱۹۵۸)
- جوانان دموکرات (۱۹۵۸-۱۹۶۷)
- اتحاد جوانان چپ (۱۹۶۷-۱۹۷۰)
- جوانان کمونیست (۱۹۷۰-۱۹۹۱)
- چپ جوان (۱۹۹۱-)